# Christian Ackermann

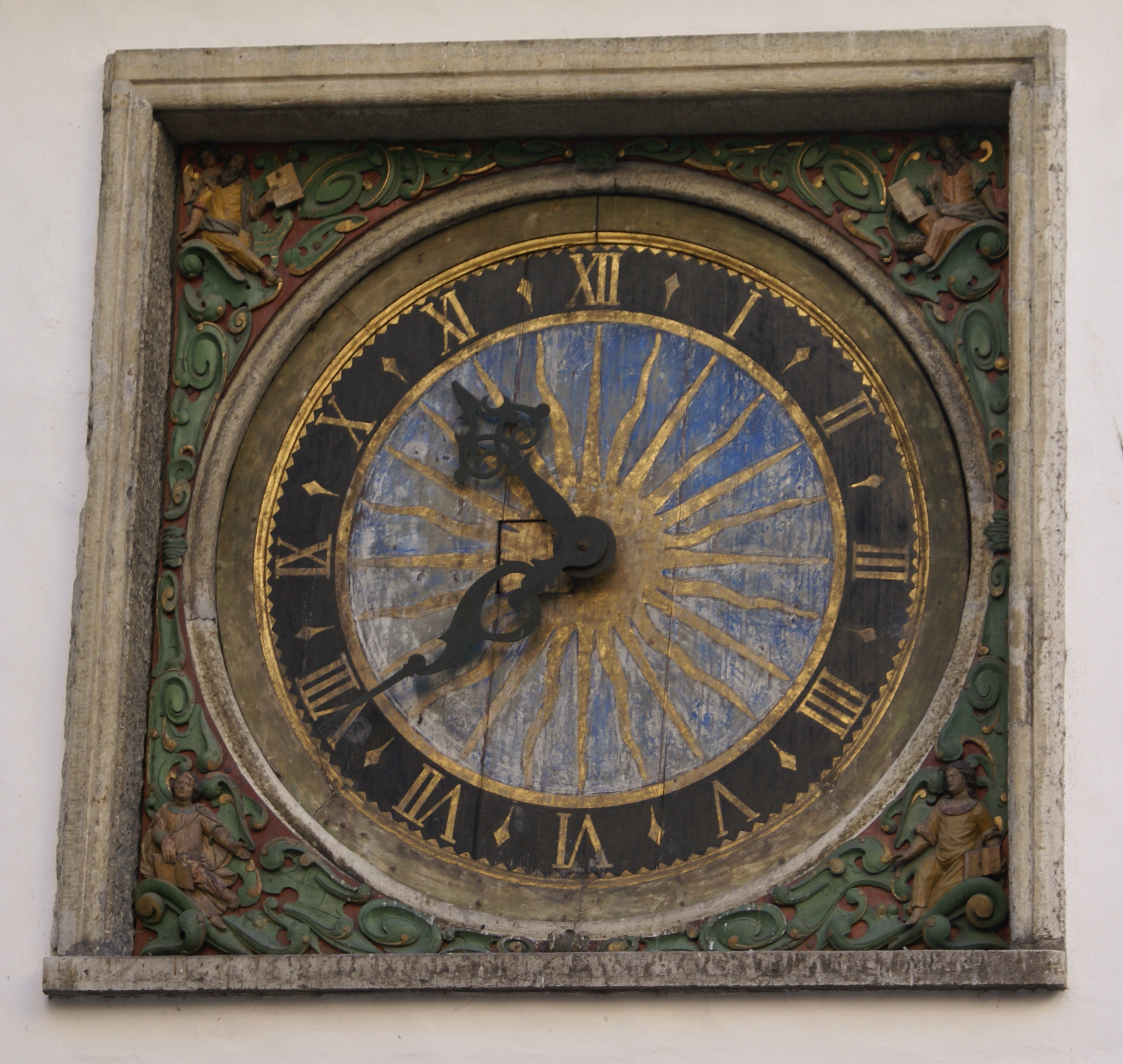
Die von Ackermann geschaffene Uhr an der Tallinner Heiliggeistkirche

Christian Ackermann (* vor 1670 in Königsberg; † nach 1710 in Tallinn) war ein in Estland arbeitender Bildhauer und Kunstschnitzer.

## Leben und Werk
Christian Ackermann stammte aus Königsberg. Er arbeitete in Riga, Stockholm und Danzig, bevor er von etwa 1672 bis zu seinem Tod in Tallinn tätig war. Er heiratete die Witwe seines Meisters Elert Thiele nach dessen Tod. 1675 wurde Ackermann Stadtbürger Tallinns und war Eigentümer einer eigenen Werkstatt. Er starb wahrscheinlich 1710 oder kurze Zeit später in Tallinn an der Pest.
Christian Ackermann war einer der bedeutendsten Meister des Hochbarock in Estland. Er brachte starke mitteleuropäische Kunsteinflüsse nach Nordosteuropa, insbesondere die Motivik des Barock und meisterhafte Akanthus-Ornamentik.

## Wichtige Arbeiten
- Baptisterium der schwedischen Michaeliskirche in Tallinn (um 1680)
- Altar der Kirche von Simuna (1684)
- Altar und Kanzel der Kirche von Türi (1693)
- Kanzel mit Apostelfiguren (1686) und Altar (1696) der Tallinner Domkirche[2]
- Wappenepitaphe der Tallinner Domkirche
- Uhr der Heilig-Geist-Kirche in Tallinn
- Altarfiguren und Retabel der Kirche von Martna
- Kanzel der Kirche von Juuru (1695)
- Kanzel der Kirche von Karuse (1697)
- Kruzifix der Kirche von Koeru (Ende des 17. Jahrhunderts)
- Altar und Kanzel der Kirche von Vigala